# آلیسون لیوری
آلیسون لیوری (به انگلیسی: Alison Lurie) رمان‌نویس آمریکایی و برنده جایزه پولیتزر برای داستان در سال ۱۹۸۵

## کتابشناسی
- امور خارجی (۱۹۸۴)